# Cecilie Frøkjær
Anne Cecilie Frøkjær-Jensen (født 12. maj 1968 i København) er en dansk journalist og tv-vært. Cecilie Frøkjær har fortrinsvist været studievært på TV 2s morgenprogram Go' Morgen Danmark, men sideløbende har Cecilie Frøkjær ligeledes været vært på flere andre programmer (vært i Go’aften Danmark i 1998) og en række live-begivenheder på TV 2, som har spændt sig fra eget talkshow (Så på en torsdag i 1999), debat- og boligprogrammer (bl.a. Aftenvagt), kongelige begivenheder og en række programmer ved nytårsskiftet.

## Historie
Cecilie Frøkjær er født i København, men da hun var ét år gammel flyttede hendes familie til Slagelse, hvor hun voksede op med en mor, der var lærer og en far der var gymnasielærer, og to mindre brødre. Hun fik en samfundssproglig studentereksamen fra Slagelse Gymnasium i 1987 og et journalistkursus hos Frontløberne i Århus i perioden 1988-1989. Herefter fulgte hun både danskstudier (1989-1991) og psykologistudiet (fem dage på psykologistudiet september 1991) ved Aarhus Universitet, før Frøkjær søgte ind på journalistuddannelsen i 1992 og blev uddannet journalist fra Danmarks Journalisthøjskole i februar 1997. Det var samtidig med skrivningen af sin afsluttende retorik-hovedopgave på Journalisthøjskolen, at hun begyndte at lave morgen-tv.
Den endnu ikke færdiguddannede 28-årige journalistelev havde forinden kun opnået erfaring med TV fra sit praktikophold på TV 2s regionalstation Midt-Vest i Holstebro, men et kvarters skærmtest overbeviste TV 2 på trods af at hun ikke var med i den indledende udvælgelse af kandidater. Mandag den 2. december 1996 kl. 06:30 startede TV 2 for første gang deres nye morgenprogram Go' Morgen Danmark med studieværten Michael Meyerheim og Cecilie Frøkjær som værter, hvilket skete i konkurrence med TV 3's Go'morgen-TV med bl.a. værten Reimer Bo Christensen. I programmets første 10 år dannede hun makkerpar sammen med Michael Meyerheim. Fra august 2006 og otte måneder frem blev medværten journalisten og nyhedsværten Jes Dorph-Petersen fra TV 2 Nyhederne og senere blev hendes medvært den tidligere P3-vært Morten Resen med Kamilla Walsøe og Anders Breinholt som det andet værtspar på programmet. Den 17. marts 2009 annoncerede Cecilie Frøkjær, at hun stopper som morgenvært på Go' Morgen Danmark efter 12 år, kun afbrudt af to barsler, med virkning fra og med den 1. august samme år for at kunne prioritere sine børn. Fra August 2010 er Cecilie vært på Go' aften Danmark
I 2004, 2005, 2006, 2007 og 2008 blev Frøkjær-Jensen kåret som årets værtinde af den danske tv-branche (de fire landsdækkende tv-kanaler TV 2, DR, TV3 og SBS TV) i forbindelse med den årlige prisuddeling TV-Prisen og blev af Billed-Bladets læsere kåret til årets kvindelige tv-vært i henholdsvis 2005, 2006, 2007 og 2008. Cecilie Frøkjær er ansat og medejer af Skandinavisk Film Kompagni, der indtil nytåret 2008/2009 producerede Go' Morgen Danmark for TV 2 (herefter overgik opgaven til Nordisk Film TV). Privat er Frøkjær-Jensen fraskilt tv- og radio-værten Lars Daneskov, som hun var gift med i syv år.
I 2001 udgav Cecilie Frøkjær interviewbogen "Gennem Østrogenmuren" med kendte danske kvinder omhandlende kvindelivet i dagens Danmark, efterfulgt i 2005  af bogen "Lys i Livet", som er et portræt af forfatterinden Jane Aamund. Samme år medvirkede hun i filmen Den store dag.

## Filmografi
- 2005: Den store dag